# Oreonectes
Oreonectes és un gènere de peixos de la família dels balitòrids i de l'ordre dels cipriniformes.

## Distribució geogràfica
Es troba a la Xina (Guangxi, Guizhou i Hong Kong) i el Vietnam.

## Taxonomia
- Oreonectes anophthalmus (Zheng, 1981)[9]
- Oreonectes elongatus (Tang, Zhao & Zhang, 2011)[10]
- Oreonectes furcocaudalis (Zhu & Cao, 1987)[11]
- Oreonectes guananensis (Yang, Wei, Lan & Yang, 2011)[12]
- Oreonectes luochengensis (Yang, Wu, Wei & Yang, 2011)[13]
- Oreonectes macrolepis (Huang, Du, Chen & Yang, 2009)[14]
- Oreonectes microphthalmus (Du, Chen & Yang, 2008)[15]
- Oreonectes platycephalus (Günther, 1868)[16]
- Oreonectes polystigmus (Du, Chen & Yang, 2008)[15]
- Oreonectes retrodorsalis (Lan, Yang & Chen, 1995)[17]
- Oreonectes translucens (Zhang, Zhao & Zhang, 2006)[18]

## Estat de conservació
Només Oreonectes anophthalmus, Oreonectes furcocaudalis i Oreonectes platycephalus apareixen a la Llista Vermella de la UICN.